# 1344-es busz
Az 1344-es jelzésű autóbuszvonal egy Eger és Hajdúszoboszló között közlekedő országos járat, amelyet a Volánbusz Zrt. üzemeltet Mezőkövesd / az M3-as autópálya és Debrecen érintésével.

## Útvonala
Eger autóbusz-állomásáról indul. Mindössze napi egy alkalommal a Dobó István Gimnázium elől indul. A Kistályai úton hagyja el a megyeszékhelyt, első település Andornaktálya. A szociális otthon megállója után 11 kilométeren át egyetlen egy sincs, a 253-as főúton ér Borsod-Abaúj-Zemplén megyébe, Mezőkövesd következik. Itt jelentősen kettészakad az útvonal: kisebbik része az M3-as és az M35-ös autópályán éri el Debrecent, a többi a részletesen leírt irányban. 12 percen belül Egerlövőn halad át, majd a szomszédos Borsodivánkán. Ismételten megyehatárt lép vissza Hevesbe. Már a Tisza-tó menti Poroszlón suhan át (egy munkanapi járat csak eddig közlekedik), ami után Tiszafüred városába ér. 35 kilométeren át egyetlen egy település sem található (Kócsújfalut kivéve), a 33-as főúton a híres Hortobágyon áll meg legközelebb. Az Észak-alföldi régióban, a vonal 126. kilométerénél lép be az ország 2. legnagyobb településére, az Észak-Alföld központjába, Debrecenbe. Szinte az összes járat a megyeszékhely autóbusz állomásán végállomásozik, a hét folyamán hétfőtől szombatig 1, vasárnap 2 busz közlekedik tovább Hajdúszoboszlóra.
A közlekedését illetően sok variáció van abban, hogy az egyes járatok hol állnak és hol nem állnak meg. A legtöbb indítás a települések legtöbb megállóját érintik, de fellelhetőek olyanok is, melyek mindössze 5 darabot Debrecenig.
Ellentétes irányban útvonala változatlan.

### Tudnivalók
- Országbérlet érvényesíthető a járaton.
- Kiegészítőjegy vásárlása nem szükséges.
- Felszállási / leszállási korlátozás az alábbi megállókban:

| Megálló                     | Debrecen felé   | Eger felé       | Megjegyzés                                 |
| --------------------------- | --------------- | --------------- | ------------------------------------------ |
| Andornaktálya, szoc. otthon | csak felszállás | csak leszállás  | Nem minden indításon van érvényben.        |
| Balmazújvárosi útelágazás   | –               | csak felszállás | Egy naponta, Hajdúszoboszlóról közlekedőn. |

## Közlekedése
| Útvonal                                          | Indításszáma | Közlekedése                                |
| ------------------------------------------------ | ------------ | ------------------------------------------ |
| Eger, Dobó Gimnázium ➝ Debrecen, aut. áll.       | 1 oda        | hétfőtől szombatig                         |
| Eger, Dobó Gimnázium ➝ Hajdúszoboszló, aut. áll. | 1 oda        | munkaszüneti napokon                       |
| Eger, aut. áll. ➝ Poroszló, posta                | 1 oda        | munkanapokon                               |
| Eger, aut. áll. – Debrecen, aut. áll.            | 1 pár        | tanévben hétfőtől szerdáig + szombaton     |
| Eger, aut. áll. – Debrecen, aut. áll.            | 1 pár        | tanszünetben naponta                       |
| Eger, aut. áll. – Debrecen, aut. áll.            | 2 pár        | tanévben csütörtökön + pénteken + vasárnap |
| Hajdúszoboszló, aut. áll. ➝ Eger, aut. áll.      | 1 oda        | naponta                                    |
| Tiszafüred, aut. áll. ➝ Eger, aut. áll.          | 1 oda        | tanévben vasárnap                          |

## Megállóhelyei
| – A megállót nem az összes indítás érinti. – A megállóban nem az összes indítás áll meg. – A megállóban felszállási / leszállási korlátozás van. |                                                   |          | |
| 0 | Eger, Dobó Gimnázium végállomás                   | 0.0 km   | 2, 2A, 5, 5A, 6, 7, 7A, 11, 12, 14, 14E, 16, 17, 112, 914 3405, 3406, 3414, 4015 |
| 1 | Eger, autóbusz-állomás végállomás                 | 0.7 km   | 2, 2A, 4, 5, 5A, 6, 7, 7A, 11, 12, 14, 14E, 16, 17, 112, 914 1049, 1050, 1051, 1053, 1054, 1343, 1346, 1347, 1348, 1349, 1351, 1352, 1362, 1380, 1383, 1426, 1427, 1428, 1447, 1466, 1468, 1517 3400, 3402, 3403, 3405, 3406, 3407, 3408, 3409, 3410, 3411, 3412, 3414, 3415, 3416, 3417, 3418, 3419, 3420, 3423, 3424, 3426, 3430, 3431, 3432, 3433, 3434, 3435, 3440, 3441, 3442, 3443, 3444, 3445, 3446, 3448, 3450, 3455, 3456, 3457, 3458, 3462, 3469, 3470, 3471, 3472, 3473, 3474, 3476, 3479, 3480, 3481, 3482, 3483, 3484, 3488, 3604, 3660, 3667, 4012, 4014, 4015, 4157 |
| Csak ellentétes irányból van megállója. |                                                   |          | |
| ∫ | Eger, színház                                     | ∫        | 2, 2A, 7, 7A, 11, 12, 14, 14E, 17, 112 1053, 1054, 1343, 1346, 1348, 1362, 1380, 1381, 1426, 1427, 1428, 1447, 1468, 1517 3402, 3408, 3410, 3411, 3414, 3419, 3420, 3423, 3424, 3426, 3430, 3431, 3433, 3434, 3435, 3436, 3440, 3441, 3442, 3443, 3444, 3445, 3448, 3667, 4011, 4014, 4015, 4018, 4021, 4022, 4157 |
| 2 | Eger, Hadnagy utca                                | 2.7 km   | 2, 2A, 3A, 4, 5, 5A, 6, 16, 914 1343, 1346, 1380, 1381, 1426, 1427, 1428, 1447, 1468 3405, 3406, 3419, 3420, 3424, 3426, 3431, 3435, 4014, 4015, 4018, 4021, 4022 |
| 3 | Eger, ZF Hungária Kft.                            | 4.1 km   | 4, 5 1343, 1346, 1380, 1381, 1426, 1427, 1428, 1447, 1468 3405, 3424, 3426, 3431, 3435, 4014, 4015, 4018, 4021, 4022 |
| 4 | Eger, Erzsébet-völgy                              | 5.3 km   | 4, 5 1381, 1426, 1427, 1428 3405, 3424, 3426, 3431, 3435, 4014, 4015, 4018, 4021 |
| 5 | Eger, Kistályai út                                | 6.1 km   | 1380, 1381, 1426, 1427, 1428, 1447, 1468 3405, 3414, 3423, 3424, 3426, 3431, 3435, 3436, 4014, 4015, 4018, 4021, 4157 |
| 6 | Andornaktálya, iskola                             | 7.3 km   | 1343, 1346, 1380, 1381, 1426, 1427, 1428, 1447, 1468 3405, 3414, 3423, 3424, 3426, 3431, 3435, 3436, 4014, 4015, 4018, 4021, 4157 |
| 7 | Andornaktálya, községháza                         | 8.3 km   | 1381, 1426, 1427, 1428 3405, 3414, 3423, 3424, 3426, 3431, 3435, 3436, 4014, 4015, 4018, 4021, 4157 |
| 8 | Andornaktálya, Szent András kápolna               | 8.9 km   | 1346 3405, 3414, 3423, 3424, 3426, 3431, 3435, 3436 |
| 9 | Andornaktálya, szociális otthon                   | 9.7 km   | 1343, 1346, 1380, 1381, 1426, 1427, 1428, 1447, 1468 3405, 3414, 3423, 3424, 3426, 3431, 3435, 3436, 4014, 4015, 4018, 4021, 4157 |
| 10 | Mezőkövesd, Váci Mihály utca                      | 21.1 km  | 1, 2 1050, 1380, 1381, 1426, 1427, 1428, 1447, 1468 3406, 3419, 4011, 4015, 4018, 4021, 4022, 4157 |
| 11 | Mezőkövesd, SZTK rendelőintézet                   | 22.2 km  | 1, 2, 2B, 3 1375, 1377, 1426, 1427, 1428, 1447, 1448, 1468 3406, 3416, 3418, 3419, 3749, 4001, 4006, 4007, 4008, 4009, 4010, 4011, 4014, 4015, 4016, 4017, 4019, 4023, 4026, 4030, 4157 |
| 12 | Mezőkövesd, Széchenyi utca                        | 22.8 km  | 1, 2B, 3 1375, 1377, 1426, 1427, 1428, 1447, 1448, 1468 3406, 3416, 3418, 3419, 3749, 4001, 4006, 4007, 4008, 4009, 4010, 4011, 4014, 4015, 4016, 4017, 4019, 4023, 4026, 4030, 4157 |
| 13 | Mezőkövesd, autóbusz-állomás                      | 23.6 km  | 1, 2B, 3 1375, 1377, 1426, 1427, 1428, 1447, 1448, 1468 3406, 3416, 3418, 3419, 3749, 4001, 4006, 4007, 4008, 4010, 4014, 4015, 4016, 4017, 4019, 4023, 4026, 4030, 4157 InterRégió, Ezüstpart expresszvonat, Hernád-Zemplén InterCity, Hernád nemzetközi InterCity, Borsod InterCity, Hámor InterCity, személyvonat – Mezőkövesd [80.] |
| 14 | Egerlövő, autóbusz-váróterem                      | 34.1 km  | 1375, 1377, 1447, 1448, 1468 4010, 4011 |
| 15 | Borsodivánka, autóbusz-váróterem                  | 38.1 km  | 1375, 1377, 1447, 1448, 1468 4010, 4011 |
| 16 | Poroszló, vasútállomás bejárati út                | 43.8 km  | 1447, 1448, 1468 3431, 3432 Tisza-tó sebesvonat, személyvonat – Poroszló [108.] |
| 17 | Poroszló, posta vonalközi végállomás              | 45.0 km  | 1375, 1377, 1447, 1448, 1468 3431, 3432 |
| 18 | Poroszló, Ökocentrum                              | 45.7 km  | 1068, 1343, 1375, 1377, 1447, 1448, 1468 3431, 3562 |
| 19 | Tiszafüred, autóbusz-állomás vonalközi végállomás | 54.7 km  | 1 1068, 1075, 1301, 1343, 1375, 1377, 1447, 1448, 1468, 1516 3431, 3561, 3562, 4487, 4608, 4609, 4613, 4614, 4701, 4702, 4753, 4755, 4757, 4760 Tisza-tó sebesvonat, személyvonat – Tiszafüred [108.] |
| 20 | Tiszafüred, Nemzeti étterem                       | 56.5 km  | 1069, 1075, 1343, 1375, 1377, 1447, 1468, 1516 3561, 4487, 4608, 4609, 4613, 4614, 4701, 4702, 4753, 4755, 4757, 4760 |
| 21 | Tiszafüred, Shell kút                             | 57.5 km  | 1343, 1447, 1468 4614, 4702, 4755 |
| 22 | Egyeki elágazás                                   | 64.5 km  | 1343, 1447 4487, 4753 |
| 23 | Kaparós csárda                                    | 72.6 km  | 1343 4753 |
| 24 | Kócsújfalu, szövetkezeti bolt                     | 73.4 km  | 1343 4753 |
| 25 | Hortobágy, csárda                                 | 92.0 km  | 1301, 1343 |
| 26 | Hortobágy, benzinkút                              | 93.8 km  | 1343 |
| 27 | Főcsatornahíd                                     | 106.6 km | 1343 4476, 4477 |
| 28 | Balmazújvárosi útelágazás                         | 108.3 km | 1343 4450, 4451, 4453 |
| 29 | Autópiac                                          | 123.9 km | 20E, 33 1343, 1447, 1450 4450, 4451, 4452, 4453 |
| 30 | Debrecen, Böszörményi elágazás                    | 127.6 km | 15, 15G, 15H, 15Y, 15YH, 20E, 21, 22, 22Y, 24, 24Y, 33, 33E, 34, 34A, 35, 35A, 35E, 35Y, 35YA, 36, 36A, 52E, 61, 93, 94, A1 1301, 1343, 1447, 1448, 1450 4450, 4451, 4452, 4453, 4459, 4460, 4461, 4463, 4464, 4466 |
| 31 | Debrecen, Nyugati utca                            | 129.2 km | 3, 4, 5, 5A, 10, 10A, 10Y, 11, 13, 17, 17A, 20E, 22, 22Y, 24, 24Y, 25, 25Y, 33, 33E, 34, 34A, 35, 35A, 35E, 35Y, 35YA, 36, 36A, 42, 45, 46, 46E, 46EY, 46H, 46Y, 52E, 60, 92, 93, 94, 125, 125Y, 146 1343, 1447, 1450 4450, 4451, 4452, 4453, 4459, 4460, 4461, 4463, 4464, 4466 |
| 32 | Debrecen, autóbusz-állomás végállomás             | 130.0 km | 3, 4, 5, 5A, 10, 10Y, 19, 19H, 20E, 25, 25Y, 34, 35, 35E, 35Y, 36, 41, 41Y, 42, 45, 46, 46E, 46EY, 46H, 60, 60H, 93, 94, 125, 125Y, 146 1301, 1343, 1372, 1373, 1374, 1410, 1432, 1440, 1441, 1443, 1446, 1447, 1449, 1450 4425, 4304, 4323, 4324, 4400, 4401, 4402, 4403, 4405, 4406, 4407, 4408, 4410, 4412, 4413, 4414, 4415, 4416, 4420, 4421, 4422, 4423, 4430, 4431, 4432, 4434, 4438, 4440, 4445, 4446, 4450, 4451, 4452, 4459, 4460, 4461, 4463, 4464, 4466, 4512 |
| 33 | Ebes bejárati út                                  | 141.8 km | 1343, 1372, 1443 4445, 4446, 4447, 4475, 4477 |
| 34 | Hajdúszoboszló, autóbusz-állomás végállomás       | 149.3 km | 1, 1A, 2, 2A, 3 1372, 1443 4445, 4446, 4447, 4473, 4475, 4476, 4477, 4542 |